# Anemia raddiana
Anemia raddiana är en ormbunkeart som beskrevs av Link. Anemia raddiana ingår i släktet Anemia och familjen Anemiaceae. Inga underarter finns listade.

## Bildgalleri

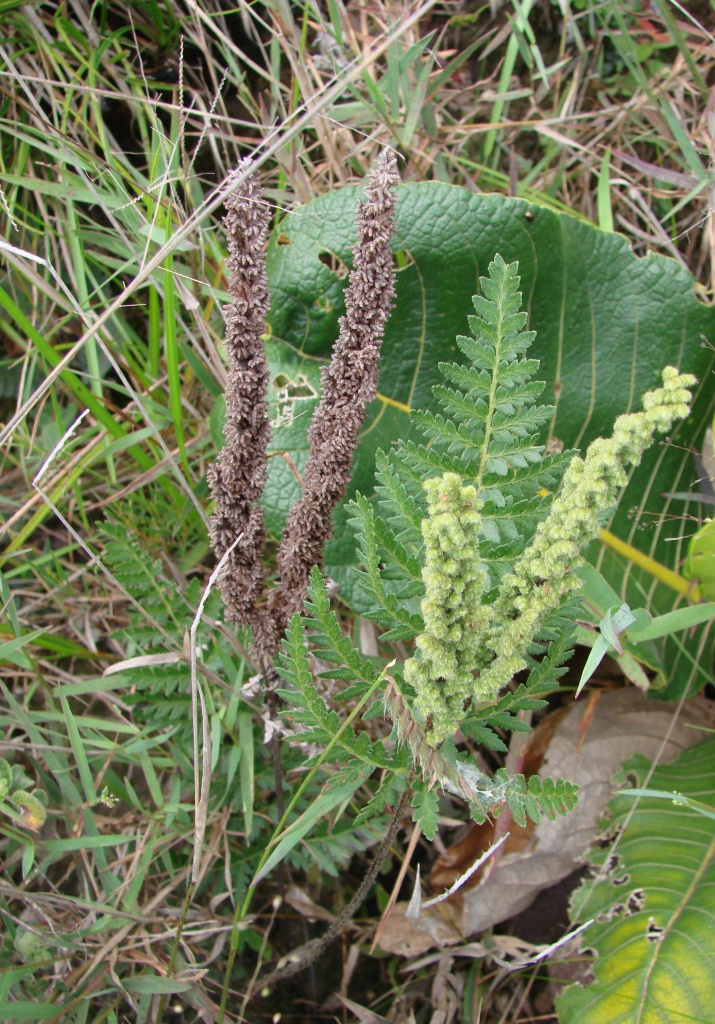